# دنیل پرمرل
دنیل پرمرل (کرواتی: Danijel Premerl؛ ۲۳ ژانویه ۱۹۰۴ – ۱ اکتبر ۱۹۷۵) بازیکن فوتبال اهل یوگسلاوی بود.
از باشگاه‌هایی که در آن بازی کرده‌است می‌توان به باشگاه فوتبال گراجانسکی زاگرب و باشگاه فوتبال کنکوردیا اشاره کرد.
وی همچنین در تیم ملی فوتبال یوگسلاوی بازی کرده‌است.